# Тања Прокопљевић
Тања Прокопљевић (Земун, 22. август 1971) српска је књижевница.

## Биографија
Рођена је 22. августа 1971. у Земуну. У истом граду стекла је основно и средње образовање, а у Новом Београду више туристичко образовање. У Америци је студирала енглески језик. По повратку из Америке у Србију (1995) успешно се бавила новинарством све до 2001. године. Пише за лист „Политика”, „Вечерње новости”, часопис „Моћ природе".  
Године 1999. године ушла је у свет издаваштава. Од 2001, бави се мултимедијима, уметничко-организационим, издавачким и уредничким пословима у Издавачком предузећу „Естарт”, али и другим издавачким кућама.
Хонорарно пише за часопис за децу српске заједнице у Ријеци(Хрватска)у периоду 2002—2004.
Уредила  је и приредила велики број књига, организовала већи број књижевних промоција у оквиру „Естарт-а” . Највише на територији Београда.
Члан је више књижевних клубова, између осталог и УКС-а у којем је члан од 2006. године.
Улази у статус слободног уметника као књижевник и самостално обавља уметничке делатности на пољу културе од 2011. године.

## Дело и рад
Њена прва ауторска књига, збирка новинарских текстова „Како упецати мужа”, објављена је 2002. године. 
Њена се поезија појавила у антологијама, зборницима, књижевним часописима и преводи се на француски, бугарски, шведски, немачки и македонски.
O њеном песништву писали су: Методи Манев, Бранислав Прелевић, Радмила Поповић, Милица Јефтимијевић Лилић, Мирослав Зарин, Момо Димић, Александар Сокнић, Васа Радовановић, Томислав Милошевић, Мирослав Павловић Милан Б Поповић, Милијан Деспотовић, Драшко Дошљак и др. Песме су јој преводили: Методи Манев, Иван Топалски. Борче Панов, Елеонора Лутхандер, Јан Јерак, Весна Вуковић Барашин, Сотир Георгиевски. Препознаје је и читалачка публика.
Поред поезије и новинарских чланака, Тања Прокопљевић ауторски пише есеје и романе од којих су неки објављени и у облику књиге. Опробала се и у писању афоризама 2017, објавивши прву књигу овога жанра исте године.
Неколико година после уласка у статус слободног уметника (2011), све чешће пише о објављеним и необјављеним књигама у форми рецензија, књижевних приказа и књижевне критике. Објављује их у књижевној периодици.  И даље учествује у реализацији књига у настајању.

### Збирке песама
- „Живоплет”, Естарт, Земун (2003)
- „Смртник у покрету”, Књижевно друштво "Свети Сава", Београд(2004)
- „Славуј љубави” ,Естарт, Земун (2004)
- „Под кључем истине”, Друштво Наш Траг & Естарт (2006)
- „Стиховољени дневник” ,Естарт, Земун (2009)
- „Стихојављање”, Академска штампа (2014)
- „Стиховање у болу и љубави”, Академска штампа (2016)
- „Стиходушни прикази” Академска штампа & Интерпринт (2018)
- „Сабласни и Стамени”  Академска штампа & Интерпринт(2018)
- „Стиховљени плам” Академска штампа & Интерпринт(2019)
- „Сабласни и Стамени” допуњено издање, Партенон, Београд (2020)
- „Стиховљени плам” допуњено издње, Академска штампа & Интерпринт, Београд (2020)
- "Безвремена", Центар за културу "Војислав Булатовић - Струњо", Бијело Поље (2020)

### Књиге
- "Како упецати мужа", збирка новинских текстова, Сфаирос (2002)
- „Пулсивно као нови правац у уметности” — есеј о кретањима у савременој уметности који је преведен на више језика (2009, International group).
- „Исповест жртве” - документарна проза (2010).
- „Одушак” - роман, Естарт (2012).
- „Мучно доба и путеви среће” -роман,   Академска штампа & Интерпринт(2015).
- „Мала књига смеха вредна” — афоризми,   Академска штампа & Интерпринт(2017).
- „Мала књига смеха вредна” — афоризми допуњено издање,  Академска штампа & Интерпринт (2020)
- "Из дневника о прочитаним књигама"— критика,СВЕТ КЊИГЕ, Београд, (2021)
- "Приче" — збирка кратких прича, СВЕТ КЊИГЕ, Београд, (2021)
- " Досегнути идеал и друге приче", Интрпринт (2022)
- "Благодатних девет", Центар за културу "Врачар", Београд (2024)